# پارک ملی ریو ابیسو
پارک ملی ریو ابیسو در بخش سان مارتین پرو قرار گرفته‌است. این مکان در سال ۱۹۹۰ در میراث جهانی یونسکو به ثبت رسید. این پارک زیستگاه تعداد زیادی از گونه‌های
گیاهی و جانواری است همچنین در این پارک بیش از ۳۰ سایت باستان شناسی دوران پیشاکلمبی قرار دارد.

## حیات وحش

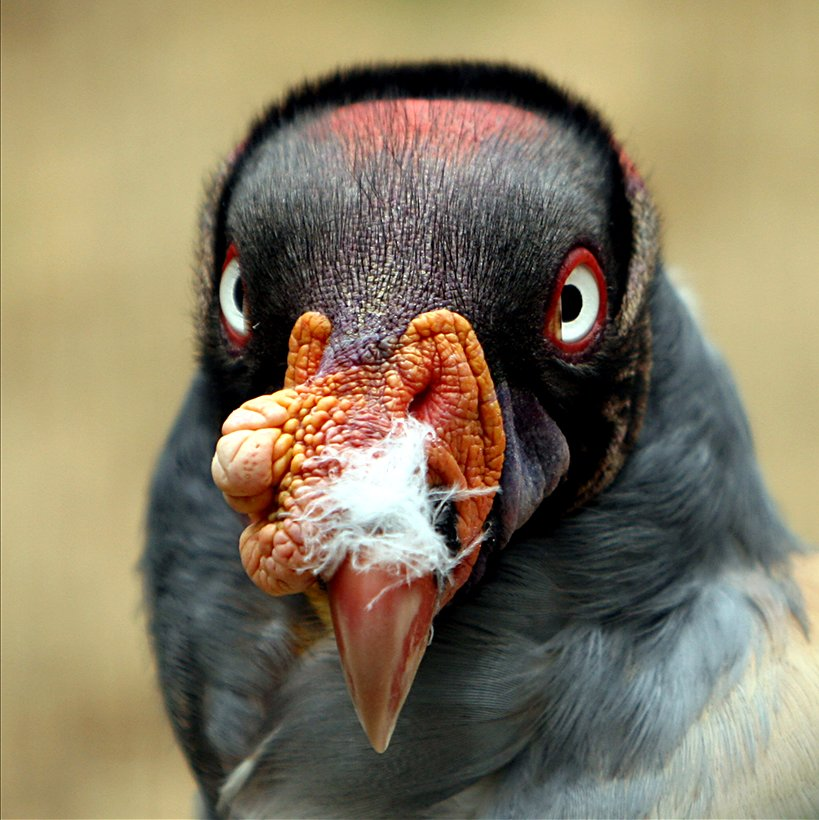
شاه‌کرکس

میمون دم پشمالوی زرد که پیش‌تر تصور می‌شد منقرض شده در این پارک مشاهده شده‌است.
دیگر جانوران پارک شامل:
- جگوار
- میمون شب سه‌نواره
- آهوی آندی شمالی
- کرکس بوقلمونی
- مرغان تنورساز
- توکانچه ابروزرد